# Sant'Antonio da Padova col Bambino (Giambattista Tiepolo)
Sant'Antonio da Padova col Bambino è un dipinto del pittore veneziano Giambattista Tiepolo realizzato negli anni 1767-1769 per la costruenda chiesa di San Pasquale Baylon ad Aranjuez e conservato nel Museo del Prado a Madrid in Spagna.

## Storia
Il dipinto fa parte dell'estesa ma sfortunata serie dipinta dal Tiepolo per la nuova chiesa di San Pasquale Baylon di Aranjuez destinata ai francescani riformati, i cosiddetti alcantarini. La località sulla riva del Tago, celebrata per i suoi giardini, era un luogo di ritiro della famiglia reale e Carlo III voleva ora celebrarsi edificando lì la sua prima costruzione religiosa.
I lavori erano sotto il controllo di Joaquin de Eleta, confessore del re e appartenente a quest'ordine religioso riformato. Un personaggio dal carattere difficile e forse prevenuto nei confronti del pittore. Secondo le sue istruzioni l'unico interlocutore diretto per Tiepolo doveva essere l'architetto reale Francesco Sabatini. Le sette tele finite nell'agosto del 1769, per quanto approvate, rimasero nello studio del pittore per alcuni mesi in quanto la chiesa non era ancora finita. E quando vi vennero finalmente collocate nel maggio del 1770 Giambattista era morto da più di un mese. 
Qualche mese dopo Carlo III decise di sostituire l'intero ciclo con nuovi quadri, sugli stessi temi, dipinti da Raphael Mengs e due suoi allievi, gli spagnoli Francisco Bayeu e Salvador Maella. Quando queste furono collocate, due anni dopo, i dipinti tiepoleschi vennero spostati nel vicino convento. Nel primo Ottocento alcune tele furono rimosse, l'Immacolata Concezione fu trasferita al Prado, e quando il convento fu soppresso nel 1836 vi rimanevano solo questa ed il suo pendant ovale San Pietro d'Alcantara.
Questo dipinto, passato in qualche modo dopo al soppressione ad una collezione privata, fu acquistato dal Prado nel 1959.

## Descrizione e stile
La tela viene giudicata generalmente quella meno riuscita del gruppo di Aranjuez anche se con alcuni dettagli di una certa verve. Il giudizio dipende dal fatto che qui sia più visibile la mano del figlio Giandomenico, solitamente più mimetizzata nell'opera del padre. 
Comunque il quadro rientra pienamente e omogeneamente nel tono di riserbo e austerità ricercato da Giambattista per il ciclo. Purtroppo di questo (e del suo pendant ovale San Pietro di Alcantara) non ci sono pervenuti i modelli che per gli altri invece ci rivelano, nelle modifiche apportate in sede esecutiva, l'attenta meditazione sul tema da rappresentare, sulla relazione con le altre pale oltre che sulle correzioni imposte da Eleta. 
Più che negli altri il pittore volle rappresentare in questa tela la povertà assoluta dei francescani delle origini. Se le vistose toppe sui già miseri sai sono evidenti anche nelle pale del San Francesco riceve le stigmate e, avvedutamente, anche in quella del riformatore San Pietro di Alcantara, qui tutto l'ambiente è dimesso: dall'intonaco scrostato sopra ala porta, alla finestra malamente tamponata, all'unico arredo rappresentato da una poverissima cesta di paglia abbandonata sopra un indefinito manto.
Come per tutti gli altri santi del ciclo l'atteggiamento di Antonio è ben più sobrio (e apparentemente distaccato) di quello delle situazioni allora usualmente rappresentate – affettuosi abbracci o totale abbandono nell'adorazione – scegliendo invece di sottolineare una profonda meditazione. Anche la comune mistica visionaria è qui ridotta al minimo comprimendo la nuvola strabordante dalla finestra a piano d'appoggio per il libro ed il grazioso Bambino, ma concedendo comunque di aggiungere un cherubino.
È invece interessante la scelta particolare del Tiepolo, forse unico episodio pittorico fino ad allora, di raccontare tutta la storia secondo l'agiografia originale. Nella narrazione infatti si dice che un frate fu testimone dell'apparizione e nonostante il divieto di Antonio fu colui che poi lo rese noto, forse solo dopo la morte del santo. E così negli umili interni del convento di Camposampiero, compare un fraticello seminascosto dallo stipite di una porta su un muro sbrecciato che, a dir poco attonito, osserva la scena.